# Prenton Park
Prenton Park je nogometni stadion v Birkenheadu v Angliji. Je prizorišče domačih tekem nogometnega kluba Tranmere Rovers ter ženskih in rezervnih moštev nogometnega kluba Liverpool. Objekt je bil deležen več obnovitev, nazadnje leta 1995, ko so vsa stojišča zamenjali s sedišči. Sedanja kapaciteta stadiona znaša 15.573 sedišč na štirih tribunah: Kop, Johnny King Stand, Main Stand in Cowshed (namenjena gostujočim navijačem).
Udeležba gledalcev je skozi stoletno zgodovino stadiona nihala. Najštevilčnejše občinstvo doslej se je zbralo na tekmi pokala FA med Tranmerjem in Stoke Cityjem, ko je srečanje spremljalo 24.424 gledalcev. Leta 2010 se je domačih tekem Tranmere Roversov v povprečju udeležilo 5000 navijačev.

## Zgodovina
Nogometni klub FC Tranmere Rovers je bil ustanovljen leta 1884. Svoje prve tekme so igrali na igrišču Steeles Field v Birkenheadu, vendar so leta 1887 od Rugby Cluba Tranmere kupili novo spletno novo zemljišče.  Stadion je nosil imena so kot so "Borough Road Enclosure", "Ravenshaw's Field" in "South Road". Ime "Prenton Park" je bilo sprejeto leta 1895 po predlogu pisma v časopisu Football Echo.  Stadion se ne nahajo znotraj meja Prentona, a je poimenovan po tem predelu, ki je nekoliko prestižnejši od Tranmera.
Sedanji Penton park je 9. marca 1912 odprl župan Birkenhead, George Proudman. Njihova prva tekma je bila odigrana proti Lancaster Town.
Stadion je reflektorje pridobil v septembru 1958. Združenje navijačev je za to investicijo zbralo sredstva v višini 15,000 £. Glavni trener moštva Dave Russell, ki se je klubu pridružil leta 1961 je izkoristil prednosti žarometov in tekme Tranmere Rovers prestavil na petkove večere. To je omogočilo podpornikom, da so si tekme Tranmere Rover ogledali ob petkih in ob sobotah pa še srečanja prvoligašev Liverpoola in Evertona.  Ideja je bila uspešna in se je nadaljevala vse do devetdesetih let.
Leta 2009 se je rezervno moštvo Liverpool FC preselilo v Prenton Park.  Leta 2018 je svoje domače tekme na tem stadionu začelo igrati tudi žensko moštvo Liverpoola. 

## Tribune

### Main Stand
Main Stand je glavna in najstarejša tribuna Prenton Parka, ki je bila odprta decembra 1968. S kapaciteto 5.957 je tudi največja. Tribuna iz dveh nivojev je običajno razdeljeno na tri sektorje. Spodnji nivo sestavljata sektorja Bebington End (kapaciteta 1.150) in Town End (kapaciteta 1.209), ki ju loči črta sredine igrišča. Za zgornji nivo se preprosto uporablja naziv Main Stand (kapaciteta 3.598).
Main Stand obsega VIP prostor, direktorsko in ostale lože. Loža Tranmere je bila dodana leta 1988, kmalu zatem pa so bile dodane še loža Dixie Dean, bar Bunny Bell in restavracija Dave Russell. Vzdrževanje štiridesetletnega objekta postaja vse večji strošek.

### Kop
Bebington Kop, imenovan tudi Kop, je velika enostopenjska tribuna s 5.696 sedišči. Dokončan leta 1995, je nadomestil prejšnjo odprto tribuno (prav tako imenovano Kop), ki je stala za golom na severni strani igrišča. Prvotno je Kop gostil domače in gostujoče navijače. Tribuno so razdelili po sredini ali jo, občasno, v celoti predali gostujočim navijačem. Po polfinalu Ligaškega pokala 2000 proti Boltonu, ko so Kop v celoti dobili domači navijači, se je začela kampanja za namembo Kopa domačim navijačem. To se je uresničilo v sezoni 2000/2001, gostujoči navijači pa so od takrat nameščeni na tribuni Cowshed.

### Tribuna Johnnyja Kinga
Zgrajena leta 1995 in prej znana kot Borough Road Stand, je bila tribuna leta 2002 preimenovana v čast nekdanjega direktorja Tranmere Rovers, Johna Kinga. Tribuna poteka vzdolž igrišča na strani ulice Borough Road in vključuje sedišča s kapaciteto 2.414. 

### Cowshed
Cowshed gosti gostujoče navijače v Prenton Parku in ima zmogljivost 2.500 sedišč. Ima poševno razporeditev sedežev, krivec za to pa je glavna cesta, ki teče za tribuno. Pred spremembo namembnosti so na tej tribuni tekme gledali najglasnejši domači navijači. Po prenovi so na tribuno dodali bar in televizijska zaslona.

## Udeležba
Število navijačev na Prenton parku je skozi zgodovino precej nihalo. Prvo tekmo si je 11. marca 1912 ogledalo 0koli 8000 obiskovalcev, Tranmere pa je premagal Lancaster Town z 8:0.  V zgodnjih letih se je število navijačev gibalo med 5000 in 8000. Ob napredovanju Tranmere Rovers v The Football League je prvo tekmo proti Crewe Alexandra FC v živo spremljalo 7011 navijačev. Pred prekinitvijo tekmovanja zaradi druge svetovne vojne so se številke obiskanosti gibale okoli 6000.
Po vojni se je število navijačev povečalo in do začetka šestdesetih let je udeležba na tekmah narasli do 12.000.  Obisk je začel upadati proti koncu šestdesetih, ta trend pa se je nadaljeval tudi v sedemdeseta. Kljub temu je to desetletje dalo tekmo z rekordnim obiskom: 5. februarja 1972 si je 24.424 navijačev ogledalo tekmo četrtega kroga FA pokala proti Stoke Cityju. Z današnjo kapaciteto, ki znaša manj kot 17.000, je malo verjetno, da bo ta rekordna obiskanost kdaj presežena.
V osemdesetih letih je število navijačev padlo do najnižjih ravni. Najmanjša udeležba na Prenton Parku doslej je bila zabeležena 20. februarja 1984, ko je le 937 navijačev spremljalo zmago nad Halifax Town z 2:0.  Na stadionu se je 15. aprila 1989 na spominski slovesnosti za žrtve nesreče Hillsborough zbralo 12.000 navijačev.
Uspeh Tranmereja v devetdesetih letih je privedel do večjega obiska, ki se je povzpel na približno 9000 gledalcev na tekmo.  Do leta 2010 je ta padel na približno 5000 na tekmo; 12.249 navijačev pa je izkoristilo ponudbo brezplačnega vstopa za ogled ponovljene tekme proti Notts County FC,  19. aprila 2011.

## Rekordne tekme

### Tranmere - Oldham, 1935
24. decembra 1935 se je Tranmere na Prenton Parku pomeril z Oldhamom Athleticem na srečanju Tretje divizije sever. Dan prej je Oldham premagal Tranmere s 4:1, toda Tranmere je na povratni tekmi zmagal s 13:4, po zaslugi devetih zadetkov Bunnyja Bella. Bell je s tem postavil rekord po številu zadetkov na srečanju, ki pa je v veljavi ostal zgolj štiri mesece, preden je Joe Payne dosegel deset golov za Luton Town na svojem debiju proti Bristolu Rovers. 17 golov na srečanju kljub temu ostaja rekord nogometne lige.

### Shelbourne - Rangers, 1998
Edina evropska tekma pod okrilje organizacije UEFA, ki je potekala na Prenton Park je bil obračun prvega kola kvalifikacij za pokal UEFA med irskim moštvom Shelbourne in škotsko ekipo Rangers, 22. julija 1998.  Zaradi strahu pred nasiljem med navijači so kluba in UEFA za prizorišče tekme prvega kola, na kateri je bil domačin Shelbourne, izbrali Prenton Park. Tekma se je končala s 3: 5 v korist Rangersov, potem ko je Shelbourne (takrat polprofesionalna zasedba) že vodil s 3: 0. Posledica te tekme ja bila kazen s 25.000 švicarskimi franki za Rangerse, ki jih je UEFA opozorila zaradi vedenja svojih navijačev na tekmi.

## Prometne povezave
Najbližja železniška postaja Rock Ferry na progi Werral Merseyrail je od stadiona oddaljena 1,9 km. V bližini stadiona imajo svoja postajališča tudi avtobusna linije 38B, 603, 627 in 659.